# Заболонник морщинистый
Заболонник морщинистый (лат. Scolytus rugulosus) — вид жуков-долгоносиков из подсемейства короедов. Распространён в Западной Европе, на Кавказе, в Западной Сибири, Малой Азии; интродуцирован в Северную Америку.

## Описание
Взрослые насекомые номинативного подвида имеют длину 2,3—2,8 мм. Тело удлинённо-овальное, чёрное, матовое, только переднеспинка блестящая. Усики и ноги жёлто-коричневые. Передний край переднеспинки и вершины надкрылий красно-бурые, остальная часть надкрылий смоляно-бурая или чёрная.
Взрослые насекомые S. r. caucasicus 1,5—2 мм. Тело чёрное, матовое, с блестящей переднеспинкой. Усики и ноги жёлтые. Надкрылья смоляно-бурые или чёрные, в последней трети красно-коричневые. Передний край переднеспинки красно-коричневый, задний — край чёрный. От номинативного подвида отличается более нежно пунктированные верхняя половина переднеспинка и надкрылья.
Взрослые насекомые S. r. samarkandicus длиной 1,4—2,3 мм. Тело чёрное, матовое, только переднеспинка блестящая. Усики, ноги, передний край переднеспинки и надкрылья жёлто-бурые. Задний край переднеспинки красно-бурый. Переднеспинка в средней части тёмно-коричневая. От номинативного подвида отличается тем, что у жуков щиток без волосков, голый, и длиной переднеспинки (ширина переднеспинки едва равна её длине).

## Экология
Обитают в садах и лесных насаждениях с присутствием плодовых деревьев. Живут и развиваются внутри стволов и сучьев ослабленных всех плодовых деревьев, реже других деревьев. В списке кормовых растений отмечены Crateagus oxycantha, Crataegus melanocarpa, Crataegus orientalis, Prunus prostrata, Sorbus terminalis, Sorbus aria, Sorbus aucuparia, Mespilus germanica, Cotoneaster pyracantha, Cotoneaster multiflora, Amelanchier vulgarus.